# Oliver Barth
Oliver Barth (* 6. Oktober 1979 in Stuttgart-Bad Cannstatt) ist ein ehemaliger deutscher Fußballspieler und jetziger -trainer. In seiner Spielerlaufbahn kam er für den SC Freiburg in 57 Spielen in der Bundesliga sowie für den SC Freiburg und den VfR Aalen in 108 Spielen der 2. Bundesliga zum Einsatz.

## Karriere

### Als Spieler
Barth spielte in den Jugendabteilungen des TSV Schmiden und des VfB Stuttgart. Anschließend trug er bis 2001 das Trikot des SV Fellbach in der Verbandsliga Württemberg. Da er keine Perspektive sah, einmal als Profifußballer Karriere zu machen, absolvierte Barth eine kaufmännische Berufsausbildung, bevor er in die damals drittklassige Regionalliga Süd zu den Stuttgarter Kickers wechselte. Nach 106 Regionalligaspielen für die Kickers – zuletzt als Kapitän – wechselte Barth 2005 zum damaligen Regionalligisten Fortuna Düsseldorf. Für diesen bestritt er in zwei Jahren 44 Regionalligaspiele.
Barth wechselte zur Saison 2007/08 ablösefrei zum damaligen Zweitligisten SC Freiburg. Am 17. August 2007 absolvierte er seinen ersten Einsatz in der 2. Bundesliga im Spiel gegen den SC Paderborn 07. Insgesamt wurde er in seiner ersten Saison zwölf Mal eingesetzt, zweimal davon über die gesamte Spieldauer. Am Ende der Saison stiegen die Breisgauer als Tabellen-Erster in die Bundesliga auf. In der ersten Liga wurde Barth unter Trainer Robin Dutt Stammspieler in der Freiburger Verteidigung. Am 16. Spieltag der Saison 2010/11 gelang ihm mit dem zweiten Tor beim Freiburger 3:0-Heimsieg gegen Borussia Mönchengladbach sein erster Erstligatreffer.
Nachdem sein Vertrag in Freiburg im Juni 2012 nicht mehr verlängert wurde, wechselte Barth zum Zweitligaaufsteiger VfR Aalen. Unter Trainer Ralph Hasenhüttl stand er dort zunächst noch mit Benjamin Hübner und Tim Kister in Konkurrenz um die Innenverteidigerpositionen, setzte sich gegen Mitte der Hinrunde dann jedoch als Stammspieler bei den Aalenern durch. Seinen Stammplatz behielt er auch in der folgenden Spielzeit unter dem neuen Trainer Stefan Ruthenbeck und verlängerte daraufhin seinen am Saisonende auslaufenden Vertrag. Am Ende der folgenden Saison 2014/15 stieg die Mannschaft in die Dritte Liga ab. Barth blieb nach dem Abstieg weiter bei den Ostwürttembergern und kam so in der folgenden Saison zu seinen ersten Einsätzen in der mittlerweile eingeführten bundesweiten Dritten Liga, nachdem die früher drittklassigen Regionalligen noch in getrennten Staffeln organisiert waren.
Zum Ende der Saison im Sommer 2016, die er ebenfalls als Stammspieler absolvierte, plante Barth im Alter von 36 Jahren ursprünglich das Ende seiner Karriere als aktiver Fußballspieler. Die beabsichtigte anschließende Übernahme ins Trainerteam des VfR Aalen kam jedoch nicht zustande, weshalb Barth die Aalener nach vierjähriger Zugehörigkeit verließ und sich daraufhin bei seinem ehemaligen Verein Stuttgarter Kickers fit hielt. Im August 2016 nahmen ihn die Kickers für ihre in der Oberliga spielende zweite Mannschaft unter Vertrag, wo er Kapitän wurde. Gleichzeitig begann er seine Trainerausbildung. Zu Saisonbeginn kam er zudem noch zu zwei Einsätzen bei der ersten Mannschaft der Kickers in der Regionalliga.

### Als Trainer
Im Januar 2017 wechselte Barth in das Trainerteam des VfB Stuttgart. Dort wurde er Co-Trainer der in der Regionalliga spielenden zweiten Mannschaft des Vereins, unter seinem ehemaligen Freiburger Mannschaftskameraden Andreas Hinkel, der dort ebenfalls neu das Traineramt übernommen hatte.
Zum 1. Juli 2018 wechselte Barth zur SpVgg Greuther Fürth als Co-Trainer von Damir Burić. In der 1. Hauptrunde des DFB-Pokals 2018/19 vertrat Barth zusammen mit Petr Ruman Burić, der wegen eines Trauerfalls in seiner Familie nicht dabei sein konnte und darüber hinaus in derselben Saison am 19. Zweitligaspieltag wegen einer Sperre des Cheftrainers. Im Februar 2019 trennte sich der Verein von Burić und auch Barth, nachdem die Mannschaft am 20. Spieltag mit 0:6 in Paderborn verloren hatte.
Der VfL Bochum verstärkte für die Saison 2019/20 Cheftrainer Robin Dutts Team mit Barth als zusätzlichem Assistenten, um dem ersten Co-Trainer Heiko Butscher seine Ausbildung zum Fußballlehrer zu ermöglichen. Am 4. Januar 2020 wurde das Arbeitsverhältnis mit dem VfL Bochum beendet.
Im September 2020 schloss sich Barth als Co-Trainer dem österreichischen Bundesligisten FC Admira Wacker Mödling an. Dort arbeitet er erneut mit Damir Burić zusammen, der vom Verein kurz zuvor als neuer Cheftrainer vorgestellt worden war. Mit Burić zusammen wurde er dort im April 2021 freigestellt.
Zur Saison 2021/22 verpflichtete ihn der Wolfsberger AC als Co-Trainer von Robin Dutt. Im März 2023 wurde er gemeinsam mit Dutt freigestellt.
Zur Saison 2023/24 wurde Barth erneut Co-Trainer bei der zweiten Mannschaft des VfB Stuttgart.